# مزلقات دهنية

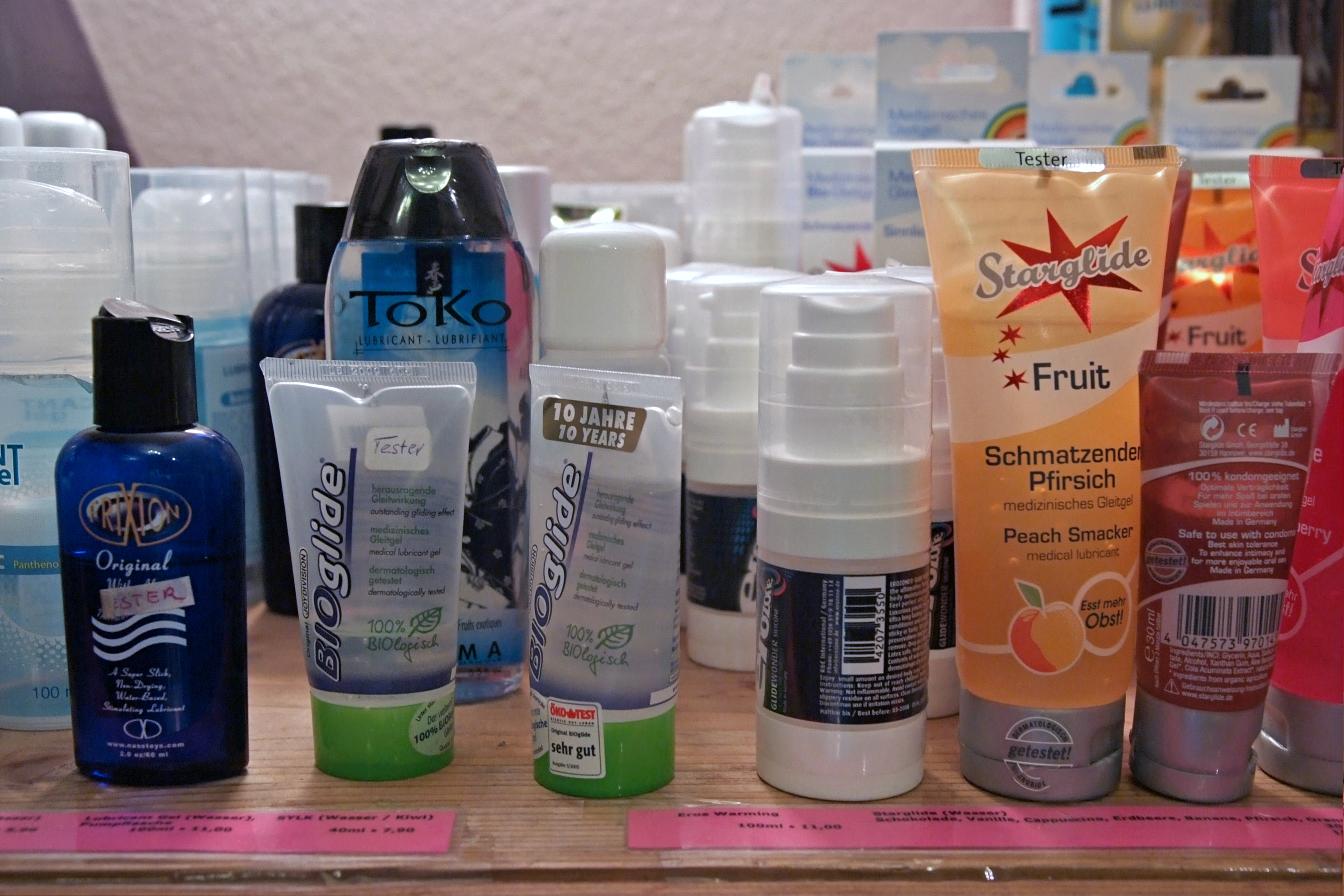
أنواع مزلقات

هي مواد شبه صيدلانية تساعد في تسهيل عمليات الجماع والممارسة الجنسية وتقضي على مشكل جفاف المهبل و نقص الإفرازات الطبيعية , أما في حالة العلاقة الخاصة فالمقصود نقص المادة اللزجة التي تسمى الميوسين ووظيفتها ترطيب جدار المهبل وتطهيره وتوفير العلاقة الجنسية أي أن المزلقات تحل محل مادة الميوسين التي يفرزها جدار المهبل.وهذه المستحضرات تلاقي نجاحا ورواجا كبيرا في الغرب واليابان